# Oceania Swimming Association
La Oceania Swimming Association (OSA) è la federazione continentale dell'Oceania degli sport acquatici, che comprendono nuoto, nuoto sincronizzato, tuffi e pallanuoto, fondata nel 1991 durante i campionati mondiali di nuoto 1991 tenutisi a Perth.
L'attuale presidente è il figiano Dennis Miller.

## Competizioni
Le principali competizioni organizzate dalla OSA:
- Campionati oceaniani di nuoto
- Campionati oceaniani di nuoto in acque aperte
- Campionati oceaniani di nuoto sincronizzato
- Campionati oceaniani masters di nuoto

## Federazioni affiliate
Le federazioni affiliate alla OSA sono 13. in alcune nazioni esistono federazioni distinte per le varie discipline.
| Codice | Paese                         | Federazione/i | Sito web                                                                     |
| ------ | ----------------------------- | --- | ---------------------------------------------------------------------------- |
| AUS    | Australia                     | Swimming Australia (nuoto) Diving Australia (tuffi) Water Polo Australia (pallanuoto) Synchro Australia (nuoto sincronizzato) Masters Swimming Australia (master) | (EN) (EN) (EN) (EN) Archiviato il 21 febbraio 2012 in Internet Archive. (EN) |
| FIJ    | Figi                          | Fiji Swimming | (EN)                                                                         |
| GUM    | Guam                          | Guam Swim Federation | (EN) Archiviato il 14 gennaio 2012 in Internet Archive.                      |
| FSM    | Micronesia                    | Federated States of Micronesia Swimming Association | nd                                                                           |
| COK    | Isole Cook                    | Cook Islands Aquatics Federation | nd                                                                           |
| NMA    | Isole Marianne Settentrionali | Northern Mariana Islands Swimming Federation | nd                                                                           |
| MHL    | Isole Marshall                | Marshall Islands Swimming Federation | nd                                                                           |
| NZL    | Nuova Zelanda                 | Aquatics New Zealand New Zealand Water Polo Association (pallanuoto) New Zealand Masters Swimming (masters)                                                       | (EN) (EN) (EN)                                                               |
| PLW    | Palau                         | Palau Swimming Association | (EN) Archiviato il 27 luglio 2012 in Internet Archive.                       |
| PNG    | Papua Nuova Guinea            | Papua New Guinea Swimming | nd                                                                           |
| SAM    | Samoa                         | Samoa Swimming Federation | nd                                                                           |
| ASA    | Samoa Americane               | American Samoa Swimming Association | nd                                                                           |
| TAH    | Polinesia francese            | Féderation Tahitienne de Natation | (FR)                                                                         |
| TGA    | Tonga                         | Tonga Swimming Association | nd                                                                           |